# Кеслеровское сельское поселение
Кеслеровское сельское поселение — муниципальное образование в составе Крымского района Краснодарского края России.
В рамках административно-территориального устройства Краснодарского края ему соответствует Кеслеровский сельский округ.
Административный центр — хутор Павловский.

## Население
| 2010  | 2012  | 2013  | 2014  | 2015  | 2016  | 2017  |
| ----- | ----- | ----- | ----- | ----- | ----- | ----- |
| 5212  | ↘5209 | ↗5228 | ↗5378 | ↗5494 | ↘5198 | ↘5184 |
| 2018  | 2019  | 2020  | 2021  | 2023  |       |       |
| ↘5133 | ↗5158 | ↘5146 | ↗5290 | ↘5279 |       |       |

## Населённые пункты
В состав сельского поселения (сельского округа) входят 10 населённых пунктов:
| №  | Населённый пункт | Тип населённого пункта | Население (чел.) |
| -- | ---------------- | ---------------------- | ---------------- |
| 1  | Анапский         | хутор                  | ↗448             |
| 2  | Весёлый          | хутор                  | ↘161             |
| 3  | Гладковская      | станица                | ↘298             |
| 4  | Кеслерово        | село                   | ↗1036            |
| 5  | Красная Батарея  | хутор                  | ↗812             |
| 6  | Красный Октябрь  | хутор                  | ↗293             |
| 7  | Нефтепромысел    | посёлок                | ↗38              |
| 8  | Новокалиновка    | хутор                  | ↗14              |
| 9  | Павловский       | хутор                  | ↗1091            |
| 10 | Садовый          | хутор                  | ↗1021            |